# Synthecium maldivense
Synthecium maldivense är en nässeldjursart som beskrevs av Lancelot Alexander Borradaile 1905. Synthecium maldivense ingår i släktet Synthecium och familjen Syntheciidae. Inga underarter finns listade i Catalogue of Life.